# Zazule
Zazule (w II Rzeczypospolitej Zazule-Kozaki, ukr. Зозулі) – wieś w obwodzie lwowskim, w rejonie złoczowskim na Ukrainie. Miejscowość liczy 630 mieszkańców.
Pod koniec XIX w. część wsi nosiła nazwę Kopanie.
W miejscowości gościł obóz edukacyjny „Politechnika-4” Politechniki Lwowskiej.

## Położenie
Według Słownika geograficznego Królestwa Polskiego i innych krajów słowiańskich Zazule to wieś w powiecie złoczowskim na południowy wschód od sądu powiatowego i urzędu pocztowego w Złoczowie. Zabudowania wsi leżą rozrzucone wśród lasów. Wieś powstała z pojedynczych osad leśnych na obszarze dawnych dóbr złoczowskich. Osady te już po roku 1848 złączone zostały w jedną gminę administracyjną.
W okresie międzywojennym wieś w powiecie złoczowskim w województwie tarnopolskim. 

## Ludność
W latach 1880–1902 na obszarze dworu było 821 osób wyznania rz-kat., 955 gr.-kat. 113 izrael.; 1203 Rusinów, 686 Polaków. Parafia rz.-kat. i gr.-kat. znajdowały się w Złoczowie. W części wsi Monastyrek była drewniana cerkiew, należąca do oo. bazylianów ze Złoczowa. Cerkiew tą ok. 1873 r. rozebrano. Mieściły się w niej portrety Sobieskich.
Od 1925 r. tutejsi wierni rzymskokatoliccy należeli do nowo utworzonej parafii Zazule-Kozaki. W czerwcu 1945 r. wyjechali oni prawie wszyscy wraz z ks. proboszczem Michałem Krallem (1894-1962) na Ziemie Zachodnie, osiedlając się głównie we wsi Pyrzany, gdzie kontynuują swoje tradycje.
W latach 1940–1944 nacjonaliści ukraińscy z OUN – UPA zamordowali tutaj 12 Polaków.
W czasie okupacji niemieckiej polski mieszkaniec wsi Jan Kulpa ukrywał w swoim gospodarstwie piętnastu Żydów, a w sąsiednich Jelechowicach u swoich rodziców kolejnych pięciu, za co w 1980 roku Instytut Jad Waszem uhonorował go tytułem Sprawiedliwego wśród Narodów Świata.

## Ludzie związani ze wsią
We wsi, w grobowcu przy miejscowym kościele pw. Karola Boromeusza, zbudowanym w stylu neogotyckim w 1906 r., został pochowany bp Karol Hryniewiecki, polski duchowny rzymskokatolicki, działacz polityczny II RP, biskup diecezjalny wileński w latach 1883–1889, od 1891 arcybiskup tytularny Perge, poseł na Sejm Litwy Środkowej. Ten grobowiec w latach 50. XX w. został zniszczony z polecenia komunistycznych władz.